# 吳繹思
吳繹思（1428年—？），字思周，福建興化府莆田縣人，明朝政治人物。

## 生平
景泰四年（1453年）癸酉科福建鄉試第二名舉人，天順元年（1457年）丁丑科進士。任瑞州府同知，升廣東惠州府知府，丁憂服闕，改潮州府知府，因剿滅海盜之功，升浙江左參政，轉浙江右布政使卒。

## 家族
曾祖吳惟大；祖父吳貴五；父吳孟明。